# Juramento del Monte Sacro

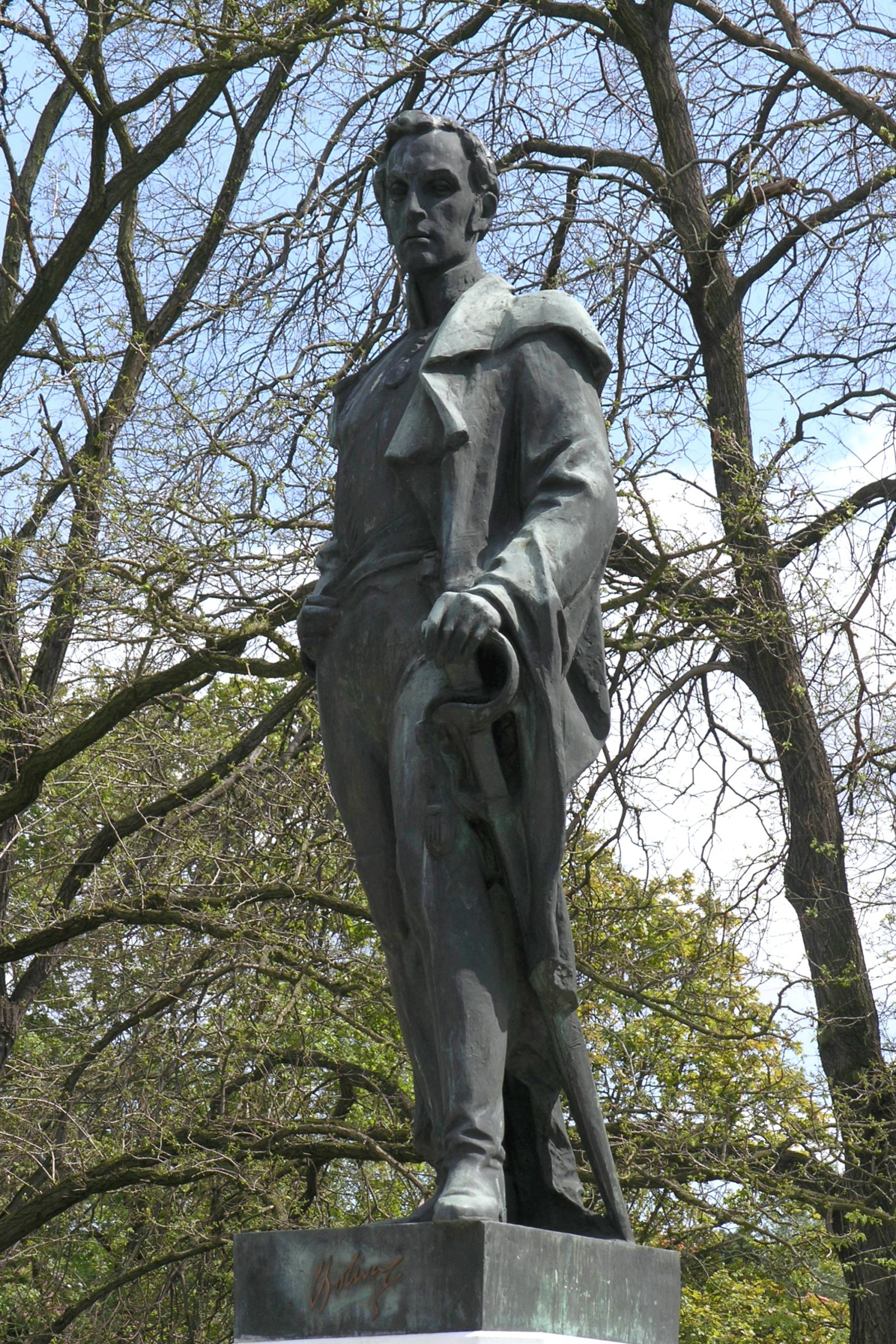
Estatua de Simón Bolívar en el Parque "Lázaro Cárdenas" de Praga, República Checa.

El Juramento del Monte Sacro es una promesa anunciada por el Libertador Simón Bolívar, cuyo objetivo fue enfatizar su profundo compromiso personal con la causa independentista latinoamericana y que tuvo lugar durante su visita a la ciudad de Roma, Italia. El juramento -presenciado por Simón Rodríguez, su maestro y mentor años atrás en Caracas- muestra la faceta ilustrada y romántica de Bolívar, imbuido en un idealismo juvenil (tenía 22 años cuando lo realizó) y decepcionado por los avatares de su vida: luego del fallecimiento de María Teresa Rodríguez del Toro y Alayza, su esposa, en 1803, juró el 15 de agosto en la colina de Monte Sacro, para consagrar su vida a la liberación del continente latinoamericano.
Sobre la fecha en que tuvo lugar este evento existe amplio consenso y documentación que permite asegurar que fue el 15 de agosto de 1805. Sin embargo, la exactitud  tanto del lugar como de las palabras pronunciadas por el Libertador en dicha ocasión son aún materia de controversia para sus historiógrafos y estudiosos. Por anotaciones personales de Simón Rodríguez se sabe que fue una de las tantas colinas que conforman el paisaje de la capital italiana, la cual él mismo describe como el Monte Sacro, aseveración refrendada por buena parte de los expertos en el tema, como Joaquín Díaz González. Otras fuentes aseguran que podría haber sido el Monte Palatino, de mayor altura; Caracciolo Parra Pérez —un gran estudioso de la vida y obra de Bolívar— fue de la opinión que el suceso haya ocurrido en el Monte Aventino, tal vez por su mayor significación histórica.
Sin embargo, historiadores como Vicente Lecuna llegaron incluso a poner en duda que Bolívar haya realmente pronunciado el juramento que se le atribuye, cuya versión que ha recibido más amplia difusión reza:

"¡Juro delante de usted, juro por el Dios de mis padres, juro por ellos, juro por mi honor y juro por mi patria, que no daré descanso a mi brazo, ni reposo a mi alma, hasta que haya roto las cadenas que nos oprimen por voluntad del poder español!"

Independientemente del estilo o forma, la veracidad de este hecho histórico está documentada de primera fuente, en primer lugar por una carta fechada el 19 de enero de 1824 en Pativilca, Perú, enviada por el mismo Bolívar a su maestro Rodríguez, con motivo de saludarlo al saber su retorno a Sudamérica, en la cual el Libertador se refiere a este hecho, aunque sin ahondar en detalles exactos y por otra parte, de un extracto de la conversación sostenida entre un Simón Rodríguez ya anciano y el doctor Manuel Uribe Ángel en Quito, en 1850, que fue recogida por el escritor Fabio Lozano y Lozano en el libro "Maestro del Libertador", publicado en París, en 1913. Del sentido del juramento se desprende que el futuro Libertador quería conferir a sus palabras el concepto de las ideas de libertad, igualdad y fraternidad aprendidas de la Ilustración, toda vez que la contemplación del paisaje repleto de ruinas de lo que fue el Imperio Romano le hizo evocar la tiranía y opresión que caracterizaron a varios de sus gobernantes.